# Abd al-Latif Raszid
Abd al-Latif Dżamal Raszid (arab. ‏عبد اللطيف جمال رشيد‎, ur. 10 sierpnia 1944 w As-Sulajmanijji) – iracki polityk i inżynier pochodzenia kurdyjskiego, w latach 2003–2010 minister zasobów wodnych. Od 2022 prezydent Iraku.

## Życiorys
Pochodzi z wpływowej kurdyjskiej rodziny. Uczęszczał do szkoły średniej w północnej Walii. Uzyskał licencjat w dziedzinie inżynierii lądowej na Uniwersytecie w Liverpoolu (1968). W tej samej dziedzinie  na Uniwersytecie w Manchesterze uzyskał magisterium (1973) i doktorat (1978). 
Po ukończeniu studiów został wykładowcą na Uniwersytecie As-Sulajmanijja. Następnie pracował jako konsultant i kierownik projektów w Organizacji Narodów Zjednoczonych do spraw Wyżywienia i Rolnictwa (UNFAO) na terenie Somalii, Jemenu i Arabii Saudyjskiej. Był również konsultantem rządu irackiego w zakresie projektów nawadniania i odwadniania terenów rolniczych. W 2011 był jednym z kandydatów na stanowisko dyrektora generalnego UNFAO.
W 1975 brał udział w tworzeniu Patriotycznej Unii Kurdystanu, następnie został rzecznikiem struktur partii w Wielkiej Brytanii. W 1992 roku Rashid został wybrany na wiceprzewodniczącego i członka komitetu wykonawczego Irackiego Kongresu Narodowego (INC).
Po inwazji sił amerykańskich na Irak i obaleniu reżimu partii Baas, Rashid powrócił do Bagdadu i w 2003 został ministrem zasobów wodnych. Stanowisko to piastował do 2010. Między 2010 a 2018 był doradcą prezydentów Dżalala Talabaniego i Fu’ada Masuma. 13 października 2022 wybrany przez iracki parlament na prezydenta, pokonując urzędującego przywódcę Barhama Saliha w drugiej turze, stosunkiem głosów 162 do 99.